# Ceromitia gigantea
Ceromitia gigantea là một loài bướm đêm thuộc họ Adelidae. Loài này có ở Nam Phi.